# Tarsis
Tarsis, Hebreeuws: תַּרְשִׁישׁ, Taršīš, is in de Hebreeuwse Bijbel een persoon en een stad.

## Persoon
Volgens de volkerenlijst in Genesis 10:4 was Taris een zoon van Jawan en kleinzoon van Jafet.
De nakomelingen van Tarsis trokken eerst naar het zuiden van Anatolië, waar ze onder andere aan de Middellandse Zee de stad Tarsus stichtten. Ze stonden bekend als vaardige ambachtslieden en handelaars. Ze zwierven vervolgens over de Middellandse Zee uit, die volgens sommige bronnen toentertijd de Tartessische Zee werd genoemd, waarbij ze talrijke eilanden en kuststreken koloniseerden, waaronder Kreta en het zuiden van Spanje. Ze hebben daar de legendarische stad Tartessos gesticht. 

## Stad
Salomo dreef handel met een stad Tarsis, samen met zijn bondgenoot koning Hiram van Tyrus (2 Kronieken 9:21; 20:36). De profeet Jona zou ook op een schip naar Tarsis zijn gevlucht (Jona 1:1-4). Er is geen consensus of de stad Tarsis de huidige stad Tarsus in Turkije of Tartessos in Spanje is.